# Evangelische Kirche Melbach

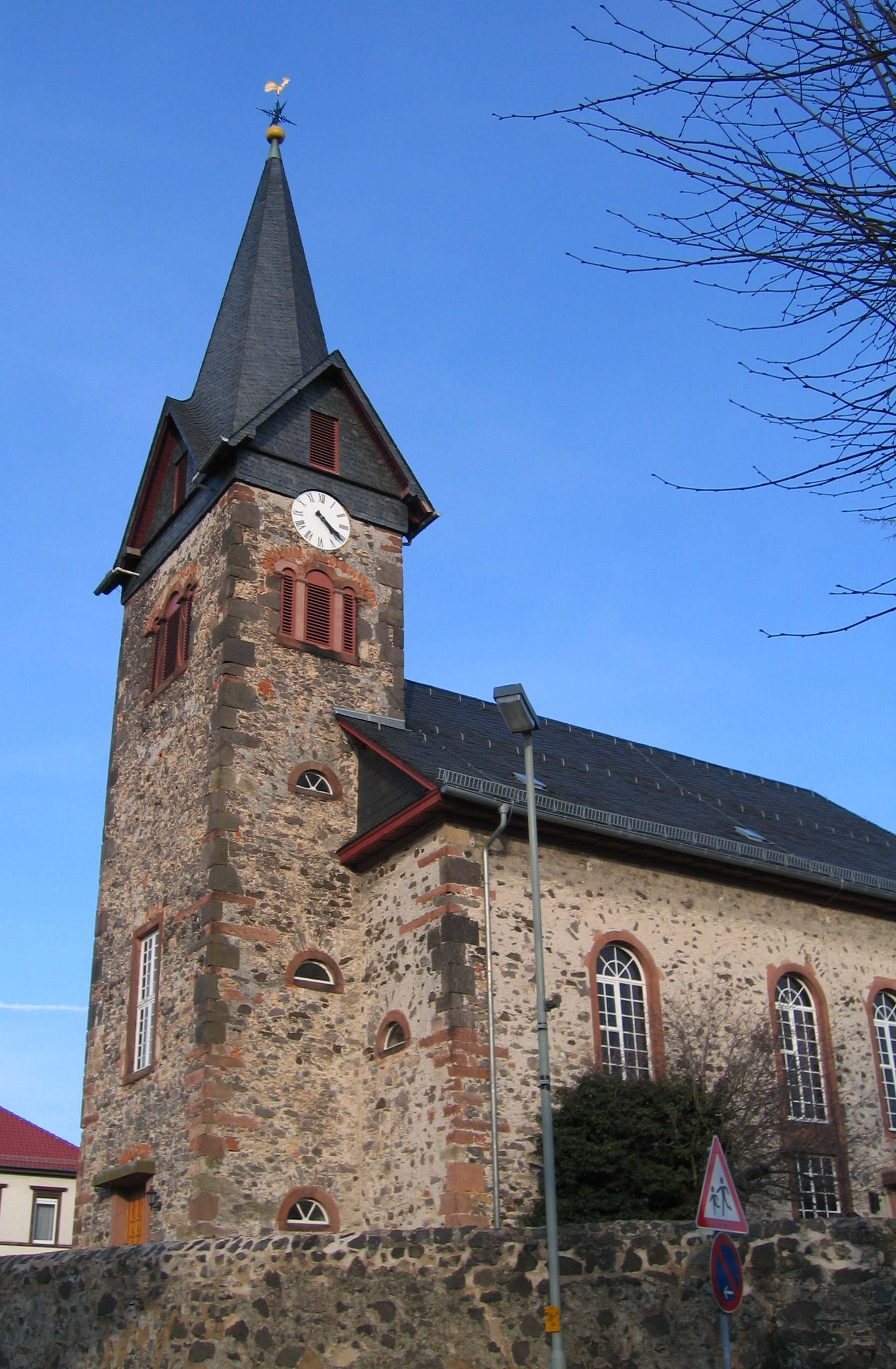
Kirche in Melbach

Die evangelische Kirche  in Melbach steht an der Stelle eines Vorgängerbaus auf dem höchsten Punkt des historischen Ortes.

## Geschichte
Die dem Heiligen Jakobus dem Älteren geweihten Vorgängerkirche und der heutige Kirchenbau standen nördlich des Hofs "Armenruhe." Hier konnten Pilger auf dem Jakobsweg übernachten. Eine weitere Wetterauer Jakobuskirche findet sich in Ockstadt. Der Melbacher Hof Armenrue gehörte als gemeinsamer Besitz den Klöstern Ilbenstadt und Altenberg.
Eine Filialkirche war Weckesheim. Weckesheim wurde während der Reformation Filiale von Wölfersheim und ist heute pfarramtlich verbunden mit Beienheim.
Im Jahr 1702 wurde eine neue Kirchenordnung durch die Herren von Carben eingeführt.
Im 18. Jahrhundert kam es nach einem Wechsel in der Ortsherrschaft zu Konflikten zwischen dem katholischen Ortsherren und der protestantischen Bevölkerung.

### Kirchenneubau
1811 setzte Pfarrer Johhann Friedrich Wilhelm Görtz nach langjährigen Konflikten mit seiner Gemeinde den Bau einer neuen Kirche durch. Dazu leistete die Gemeinde Fuhrdienste, um Baumaterial aus dem säkularisierten Kloster Arnsburg und dem Frauenkloster Nieder-Ilbenstadt zu transportieren. Durch die Zeitumstände (Völkerschlacht bei Leipzig, Ausbruch des Vulkan Tambora und daraus folgende Klimakatastrophe des Jahres ohne Sommer) verschleppte sich der Transport der Baumaterialien aus Ilbenstadt bis 1815/16. Viele verschwanden und vergammelten wegen unsachgemäßer Lagerung. Ein Teil der Materialien aus dem Kloster Arnsburg kamen nach Wohnbach, wo Solms-Laubach andere Bauprojekte vorantrieb.

### Kirchenkampf
In der Zeit des Kirchenkampfes waren die Verhältnisse unklar. Nach dem Weggang des Pfr.`s Naumann 1931 übernahm der Wölfersheimer Amtskollege Herber, ein überzeugter Anhänger der Deutschen Christen die Vakanz in Melbach. 1934 wechselte er nach Mainz-Weisenau. Der dortige Pfarrer Berthold Eitel, Mitglied der Bekennenden Kirche, übernahm die Pfarrstelle in Wölfersheim und die Vertretung in Melbach. Wegen einer Predigt am 31. März wurde Eitel am 26. April von der Gestapo verhaftet und in Gießen inhaftiert. Nach Eitels Festnahmen leitete der Wohnbacher Pfr. Paul Lenz die Melbacher Vakanz. Unter seiner Leitung schrieb der Melbacher Kirchenvorstand am 27. April ein Telegramm, das u. a. an Hitler gerichtet war, und in dem man um die Freilassung Eitels bat. Einige Tage später traten der Kirchenvorstand und die "überwiegende Mehrheit" der Gemeinde der Bekennenden Kirche bei. Eitel wurde am 6. Mai 1935 freigelassen.
Im Jahr darauf wurde Wilfried Ostermeyer Pfarrverwalter in Melbach.

## Ausstattung
Die Erstausstattung der Kirche im klassizistischen Stil ist noch vorhanden.
In der Kirche finden sich vier Gemälde eines Johannes der Täufer-Zyklus aus dem Frauenkloster Nieder-Ilbenstadt.

### Glocken

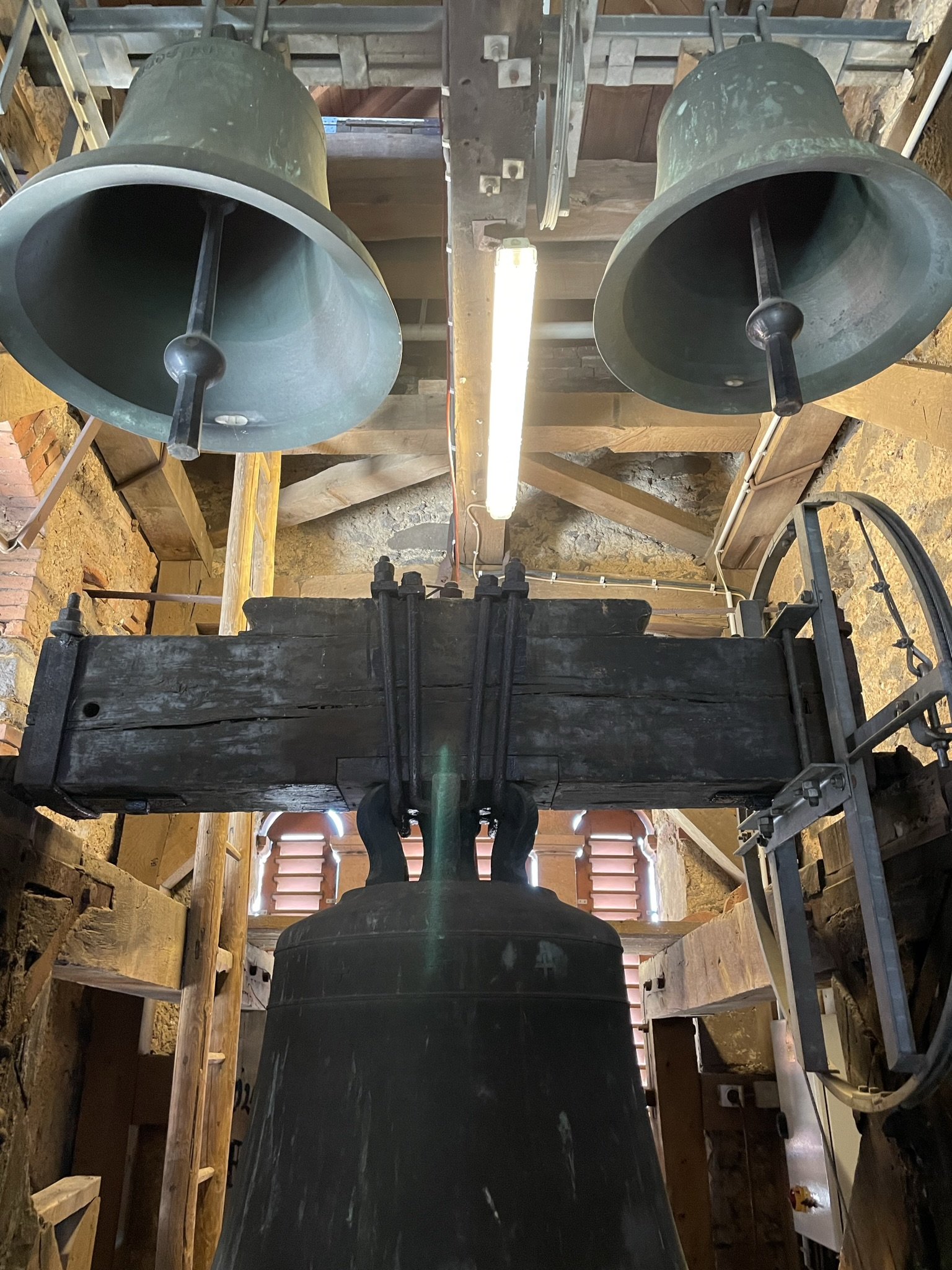
Die Glocken

Die Glocken hängen in einem Holzglockenstuhl im Turm unter der Uhr. 1810 kaufte Pfarrer Görtz eine Glocke aus dem Bestand des aufgelösten Klosters Arnsburg für 167 fl. sowie eine Turmuhr mit Zifferblatt für 200 fl. Die Glocke trug die Jahreszahl "m.ccc.Lv" und wurde sogleich aufgehängt, weil die alte Turmuhr nur "sehr unordentlich ging." Sie wurde am Rathaus aufgehängt. Diese alte Glocke stammte aus dem Jahr 1404 und trug die Inschrift: "voco Maria." (Ich rufe Maria).
Der Pfarrer beschrieb die Glocke:
"Auf der einen Seite stand ein geharnischter Mann mit einer kleinen Unterschrift, wahrscheinlich der Name des Ritters, auf der anderen Seite unser Heiland am Kreuz mit den beiden Weibern zur Seite diese hat gewogen 700 Pfund."
Die kleinere der Glocken stammte aus dem Jahr 1653 und trug u. a. die Namen des damaligen Pfarrers und des Ortschultheißen. Gegossen war sie von dem Glockengießermeister Johann Dilman Schmid zu Aßlar.
Diese Glocken sollen bereits um 1880 nicht mehr vorhanden gewesen sein. 1863 und 1869 wurden neue Glocken von Philipp Heinrich Bach aus Windecken gegossen.
Die drei heutigen Glocken goss die Glocken- und Kunstgießerei Rincker im Jahre 1954.
| Glocke | Gussjahr/Gießer       | Schlagton | Inschrift                      |
| ------ | --------------------- | --------- | ------------------------------ |
| 1      | 1954 von Rincker Sinn | g1        | Ehre sei Gott in der Höhe.     |
| 2      | 1954 von Rincker Sinn | b1        | Frieden auf Erden.             |
| 3      | 1954 von Rincker Sinn | c2        | Den Menschen ein Wohlgefallen. |

### Orgel
Die Orgel aus der Vorgängerkirche wurde an die Gemeinde Reiskirchen verkauft, wo sie anlässlich des Reformationsfests 1817 eingeweiht wurde. Sie trägt die Jahreszahlen
1779 und 1781.

### Taufsteine
Der große, vorgeblich romanische Taufstein vor der Kirche aus Basalt ist eines der wenigen Relikte der alten Kirche.
Anderweitige Darstellungen sind irrig.

## Sonstiges
Nördlich der Kirche neben der ehemaligen Schule wurde das ev. Gemeindezentrum errichtet. Das historische Pfarrhaus steht südöstlich der Kirche und wurde von der Gemeinde Wölfersheim 2015 aufwändig erneuert.